# Spodnje Danje
Spodnje Danje so naselje v Občini Železniki.